# Saison 11 des Simpson
Vous lisez un « bon article » labellisé en 2015.
Chronologie
Saison 10 Saison 12
La onzième saison des Simpson est diffusée pour la première fois aux États-Unis par la Fox entre le 26 septembre 1999 et le 21 mai 2000. En France, elle est diffusée du 4 septembre 2000 au 27 août 2001 et rediffusée en 2003 sur Canal+, et rediffusée sur W9 depuis décembre 2006. En Belgique, la diffusion a lieu du 9 octobre 2000 au 7 novembre 2000 sur Club RTL. En Suisse, elle était diffusée sur TSR1. Le show runner de cette saison est Mike Scully qui produit dix-huit épisodes, les quatre autres ayant été produits lors de la saison précédente.
À la fin de la production de la dixième saison l'actrice Maggie Roswell, voix entre autres de Hélène Lovejoy, Maude Flanders et Mlle Hoover, quitte la distribution de la série à la suite d'une dispute au sujet de son contrat. En conséquence elle est remplacée par Marcia Mitzman Gaven et les producteurs décident de tuer le personnage de Maude Flanders dans l'épisode Adieu Maude, ce qui provoquera de nombreuses critiques.
Au cours de la saison, la série reçoit une étoile sur le Walk of Fame d'Hollywood Boulevard. La saison remporte également l'Emmy Award du meilleur programme d'animation, deux Annie Awards, un British Comedy Award, un CINE Golden Eagle Award, un Golden Reel Award et un Prism Award. Elle est classée quarante-et-unième des audiences de la saison aux États-Unis avec une moyenne de 13 millions de téléspectateurs par épisode. Le coffret DVD de la saison, disponible avec deux emballages différents à l'effigie de Krusty le clown, sort en région 1, le 7 octobre 2008, en région 2 le 6 octobre et le 6 novembre de la même année en région 4.

## Production

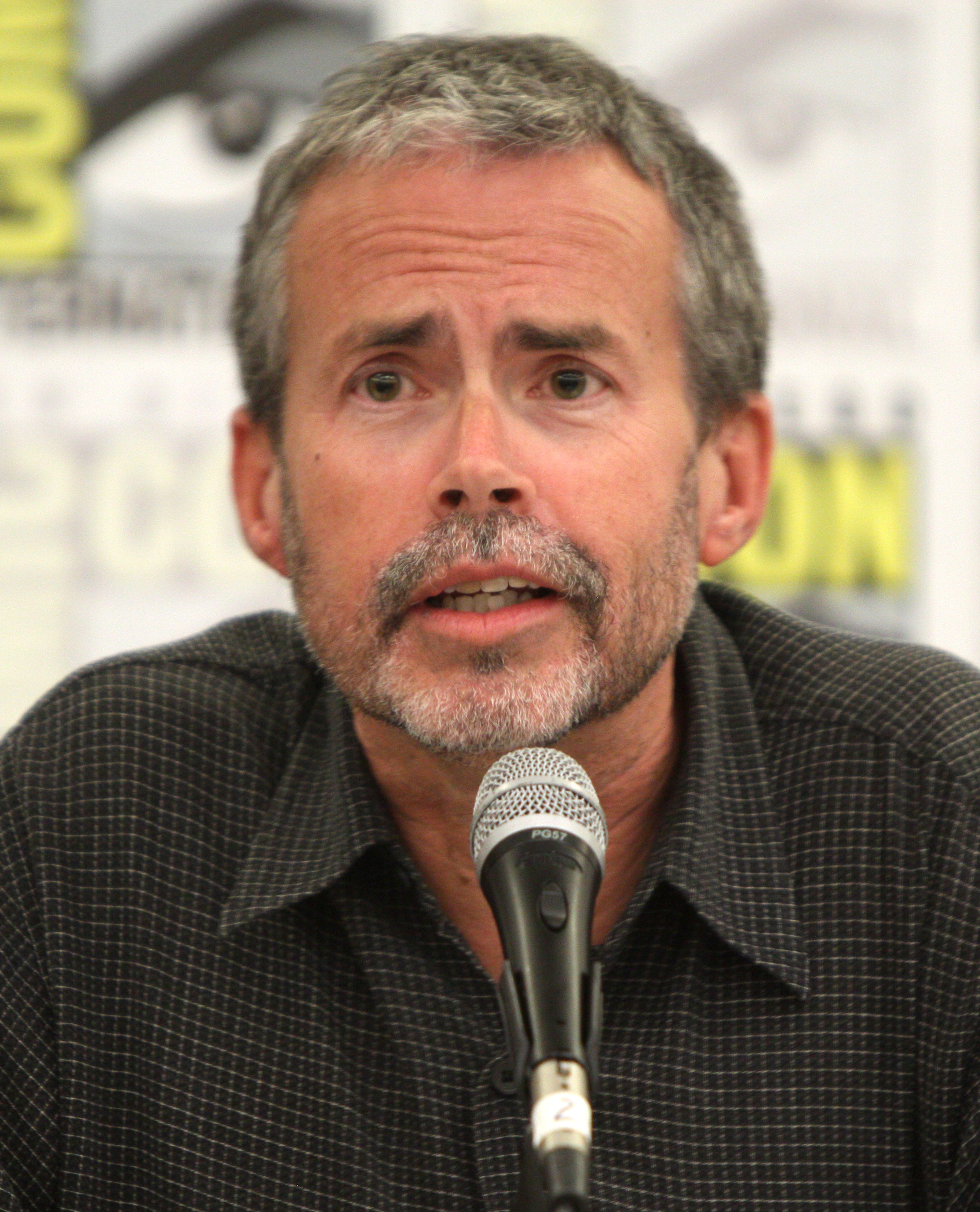
Mike Scully, show runner de la saison.

Le show runner de la onzième saison est pour la troisième fois consécutive Mike Scully. Les épisodes Mel Gibson les cloches, La Pilule qui rend sage, La Critique du lard et Une récolte d'enfer font partie de la production de la saison précédente. En tant que show runner et producteur délégué, Scully dirige l'équipe de scénaristes et supervise tous les aspects de la production de la série. Cependant, comme il le reconnaît dans son interview donnée à Ultimate TV en janvier 1999, il ne « prend aucune décision sans l'appui de l'équipe. Nous avons d'excellentes équipes dans tous les départements, de l'animation à l'écriture de scénarios. Je ne veux donc pas que ma direction ressemble à une dictature ». Mike Scully est proche des membres de son équipe et beaucoup d'entre eux saluent ses compétences en organisation et en gestion. Le scénariste Tom Martin déclare qu'il est « très possible qu'il soit le meilleur patron pour lequel [il] n'ait jamais travaillé » et qu'il est « un grand directeur de ressources humaines ». Le but de Scully lorsqu'il dirige Les Simpson est de « ne pas démolir la série ». En plus de son rôle de show runner pendant la saison, il écrit l'épisode Mel Gibson les cloches et coécrit l'épisode Derrière les rires,. Mike Scully restera à ce poste jusqu'à la douzième saison, même si ses saisons ne font pas l'unanimité auprès de certains critiques et des adeptes de la série.
Carolyn Omine, Dan Castellaneta, acteur qui double notamment Homer, et sa femme Deb Lacusta, écrivent tous leur premier scénario lors de cette saison. Michael Polcino, Lance Kramer et Michael Marcantel réalisent quant à eux leur premier épisode au cours de cette saison. Jen Kamerman réalise son seul et unique épisode de la série, Folie homérique. Donick Cary, Ron Hauge et Frank Mula signent l'écriture de leur dernier scénario,,.

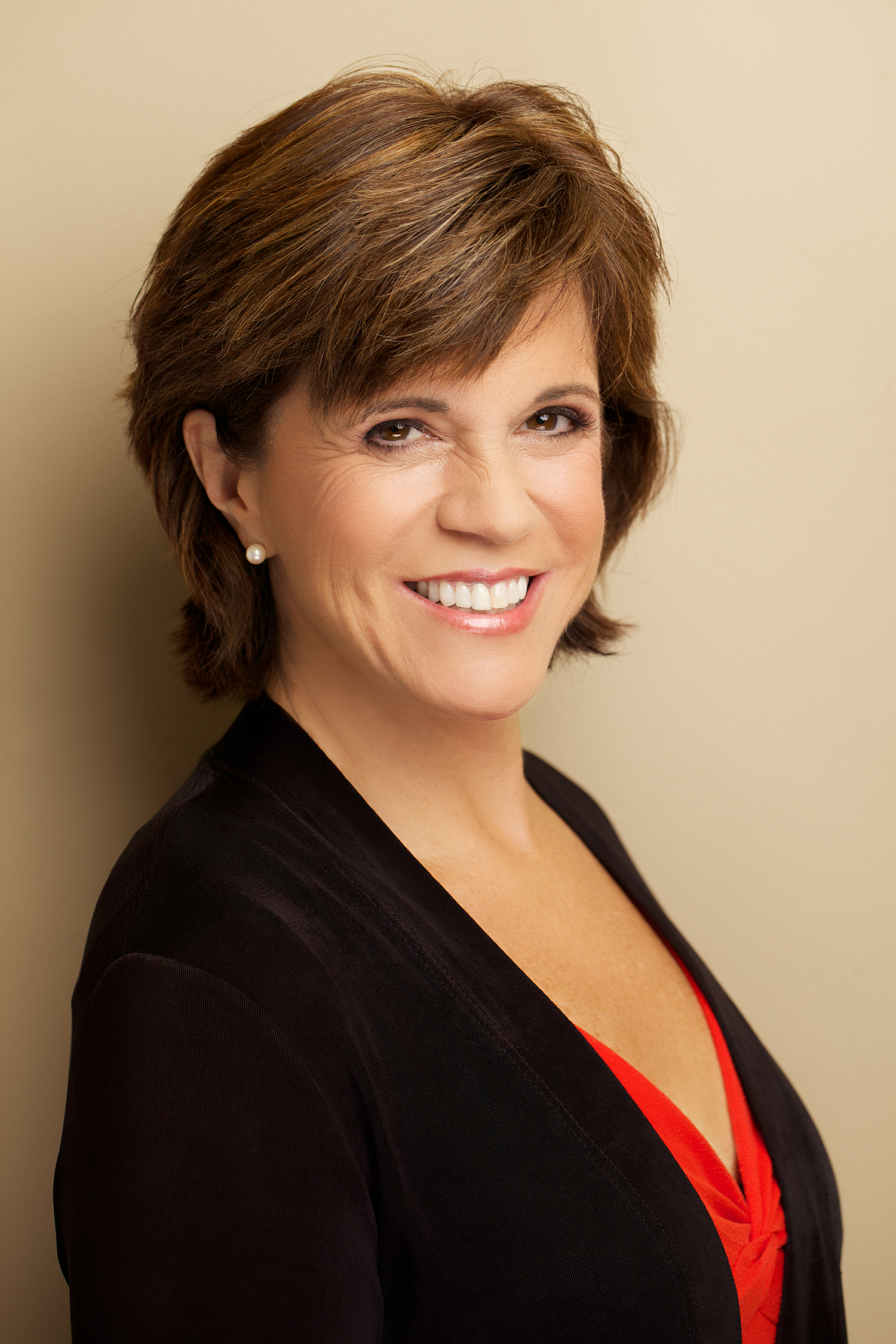
Maggie Roswell décide de quitter la série avant la production de cette saison, entraînant la mort d'un des personnages qu'elle doublait, Maude Flanders.

La vie de plusieurs personnages secondaires bascule lors de cette saison. Tout d'abord celle d'Apu Nahasapeemapetilon lorsque sa femme met au monde des octuplés dans l'épisode Huit d'un coup,, puis celle de Barney Gumble qui décide de suivre une thérapie pour arrêter de boire dans Sobre Barney « Alcooliques Non Anonymes »,, et enfin celle de Ned Flanders lorsque sa femme Maude meurt lors d'une course de stock car dans l'épisode Adieu Maude,,. Le décès de ce personnage récurrent est dû au départ de Maggie Roswell, voix également de Hélène Lovejoy et Mlle Hoover, à la suite d'une dispute à propos de son contrat,. Pour doubler ses autres personnages elle est remplacée par Marcia Mitzman Gaven dès l'épisode La Pilule qui rend sage. Cependant, après avoir obtenu de la Fox la possibilité d'enregistrer ses répliques depuis chez elle, Maggie Roswell réintègre la distribution de la série lors de la quatorzième saison : depuis, Marcia Mitzman Gaven ne travaille plus pour Les Simpson,,.
La saison est diffusée pour la première fois aux États-Unis entre le 26 septembre 1999 et le 21 mai 2000. En France, elle est diffusée du 4 septembre 2000 au 27 août 2001 sur Canal+ et en Belgique du 9 octobre 2000 au 7 novembre 2000 sur Club RTL. Mis à part Poonam, Sashi, Pria, Uma, Anoop, Sandeep, Nabendu et Gheet, les huit enfants d'Apu et Manjula, aucun personnage récurrent ne fait son apparition lors de cette saison.

## Accueil

### Audiences
Les épisodes de cette saison sont comme à l'accoutumée diffusés à 20 h tous les dimanches. La saison se positionne à la trente-neuvième place du classement des audiences américaines de la saison 1999-2000, avec une moyenne de 13,0 millions de téléspectateurs. Les Simpson est la troisième émission de la Fox la plus regardée après Malcolm et Ally McBeal. Le premier épisode de la saison, Mel Gibson les cloches, termine à la quarante-huitième place des audiences américaines de la semaine du 20 au 26 septembre 1999 avec une note de 8,1 sur l'échelle de Nielsen. Il s'agit du programme de la Fox le mieux noté de la semaine.

### Réception critique
La saison reçoit des critiques plutôt positives, même si elle est régulièrement critiquée par les spectateurs « qui trouvent les histoires plus simplistes, trop surréalistes, et les gags plus grossiers »,,. Certains adeptes de la série considèrent même cette saison comme la fin de l'âge d'or de la série.

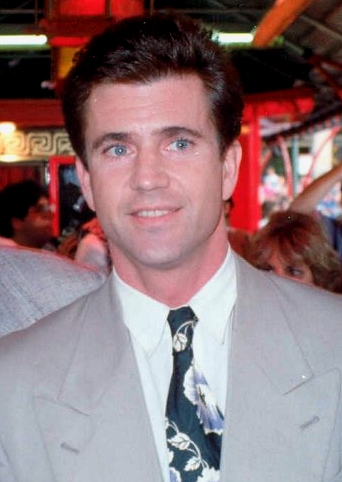
La participation de Mel Gibson à l'épisode Mel Gibson les cloches est classée par IGN à la dix-neuvième place des meilleures participations à la série et permet à l'épisode de recevoir de nombreuses critiques positives.

Mike Scully, qui est show runner de la série de la neuvième saison à la douzième, est tenu responsable de la baisse de qualité par de nombreuses critiques,. Un op-ed de Chris Suellentrop publié dans le magazine Slate avance que Les Simpson sont passés d'un programme réaliste à propos de la vie de famille à un cartoon typique pendant que Scully est le show runner : « sous le mandat de Scully, Les Simpson sont devenus, bel et bien, un cartoon. [...] Les épisodes qui autrefois se seraient terminés avec Marge et Homer faisant du vélo au coucher du soleil se terminent maintenant avec Homer tirant une fléchette tranquillisante dans le cou de Marge. Pendant les années Scully le programme est toujours aussi drôle, mais il n'est plus aussi touchant ». John Ortved, dans son livre The Simpsons: An Uncensored, Unauthorized History, stipule que « les épisodes de Scully excellent en comparaison de ce que Les Simpson diffusent aujourd'hui, mais il était à la tête lorsque le bateau se retourna vers l'iceberg ». Les Simpson sous Mike Scully sont comparés négativement à un « déluge de gags lourds et centrés sur Homer » par Jon Bonné de MSNBC, et plusieurs adeptes de la série déplorent la transformation d'Homer pendant cette ère, il est selon eux passé d'un personnage doux et sincère à un lourdaud grossier et auto-satisfait, le surnommant le « Homer Jerkass » ce qui peut être traduit par « Homer Connard »,,.
Tom Martin, scénariste de la série, raconte dans le livre de John Ortved qu'il ne comprend pas les critiques à l'égard de Mike Scully, car il pense qu'il dirige bien le programme. Il ajoute également qu'il pense que les critiques « ont peiné [Scully], et le peinent encore, mais qu'il arrive à ne pas s'en énerver ». John Ortved ajoute dans son ouvrage qu'il est difficile de quantifier la part de responsabilité de Mike Scully dans le déclin de la série, et que blâmer seulement le show runner pour la perte de qualité du programme est « injuste ». Il écrit également que quelques épisodes des deux premières saisons de Scully, comme La Dernière Invention d'Homer et Homer fait son cinéma, sont mieux que certains épisodes des deux saisons précédentes.
Will Harris du site Bullz-Eye, pense que la baisse de qualité peut être due à la disparition soudaine de Phil Hartman un des plus anciens et amusants acteurs de doublage présents sur la série. Il explique également que les décisions de tuer Maude et de rendre Barney sobre ne peuvent que susciter des critiques auprès des téléspectateurs, habitués à de tels personnage. Néanmoins certains épisodes reçoivent des critiques plus favorables comme Derrière les rires ou Mel Gibson les cloches.
L'épisode Missionnaire impossible prend la place du meilleur épisode de la saison dans le classement des meilleurs épisodes des vingt premières saisons, effectué par le site IGN en 2010. IGN dresse également la liste des vingt-cinq meilleures apparitions de célébrités de toute l'histoire de la série, classant Mel Gibson de l'épisode Mel Gibson les cloches à la dix-neuvième place et Ron Howard de Homer perd la boule à la douzième.

### Récompenses et nominations

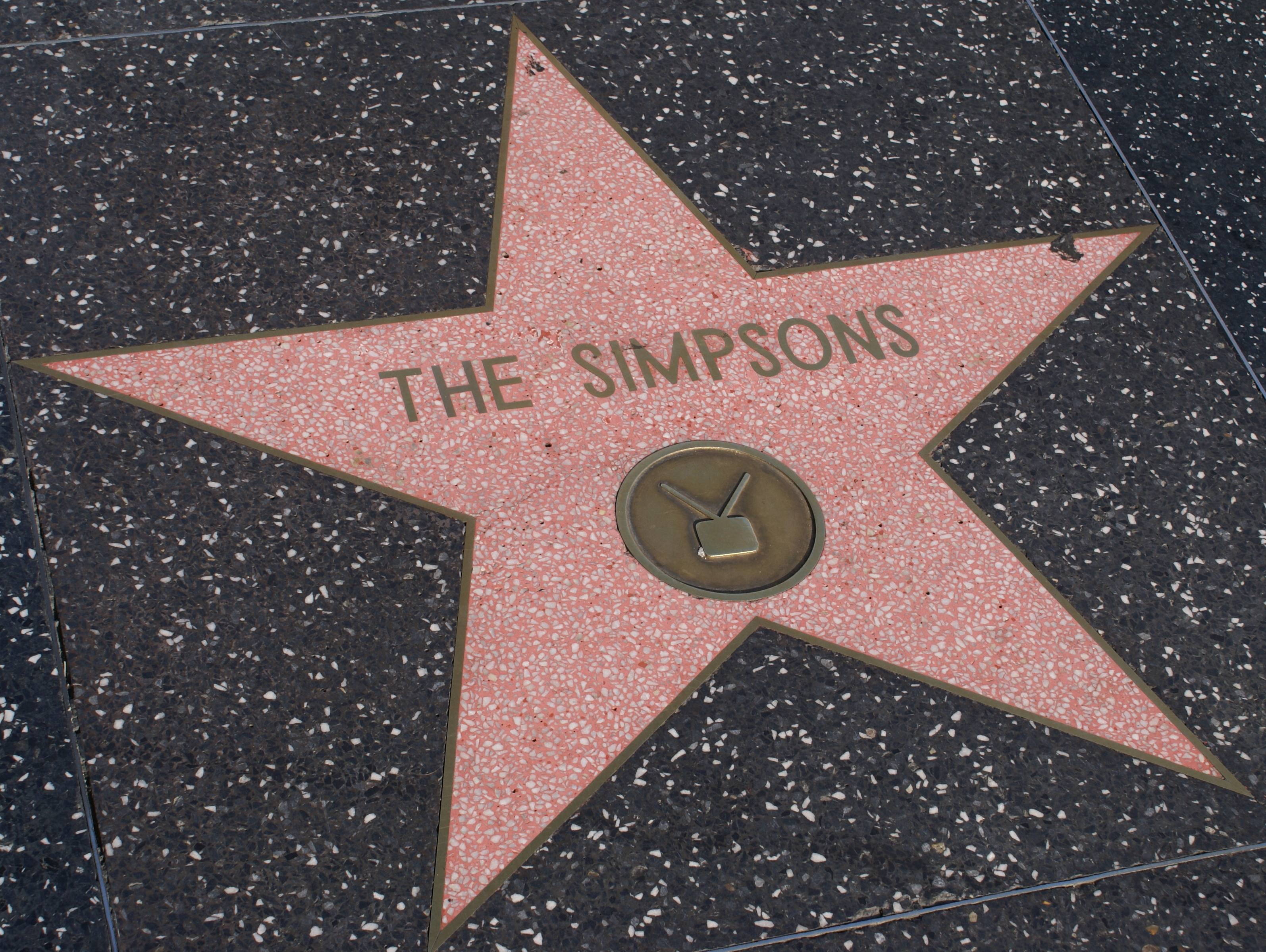
Le 14 janvier 2000 la famille Simpson reçoit son étoile sur le Walk of Fame d'Hollywood.

En plus des récompenses obtenues par Les Simpson en 2000, la famille Simpson elle-même obtient, le 14 janvier 2000, sa propre étoile sur le Walk of Fame d'Hollywood au 7021 Hollywood Boulevard. Cette onzième saison remporte l'Emmy Award du meilleur programme d'animation, l'Annie Award de la meilleure production animée pour la télévision, et le British Comedy Award de la meilleure émission télévisée comique,,. Alf Clausen reçoit également l'Annie Award de la meilleure musique dans une production animée pour la télévisée pour son travail sur l'épisode Derrière les rires. La même année l'épisode Simpson Horror Show X remporte le CINE Golden Eagle Award.
Le monteur son de la série, Bob Beecher, est nommé pour un Golden Reel Award pour l'épisode Simpson Horror Show X. Aux Prism Awards, Sobre Barney « Alcooliques Non Anonymes » reçoit une mention élogieuse dans la catégorie épisode de séries comiques de 2001 pour une franche représentation du sevrage de l'addiction à l'alcool et aux drogues. La série est également nommée aux Kids' Choise Awards de 2000 pour un Blimp Award dans la catégorie cartoon préféré ainsi qu'aux Teen Choice Awards dans la catégorie la meilleure émission télévisée comique,.

## Épisodes
| № | #  | Titre                                                                                            | Réalisation       | Scénario                                           | Première diffusion                 | Code de prod. | Audience (en millions) |
| --- | -- | ------------------------------------------------------------------------------------------------ | ----------------- | -------------------------------------------------- | ---------------------------------- | ------------- | ---------------------- |
| 227 | 1  | Mel Gibson les cloches (Mad Homer : Au-delà du d'oh de tonnerre) Beyond Blunderdome              | Steven Dean Moore | Mike Scully                                        | 26 septembre 1999 4 septembre 2000 | AABF23        | 8,1                    |
| Homer remporte deux places de cinéma pour une projection d'essai du dernier film de Mel Gibson. Ce dernier assiste à la projection incognito et remarque que seul Homer a été honnête à propos du film. Il lui propose de l'aider à améliorer son film. Toute la famille Simpson se rend alors à Hollywood... |    |                                                                                                  |                   |                                                    |                                    |               |                        |
| 228 | 2  | La Pilule qui rend sage (Le Croqueur de pilules) Brother's Little Helper                         | Mark Kirkland     | George Meyer                                       | 3 octobre 1999 5 septembre 2000    | AABF22        | 7,1                    |
| Le principal Skinner, excédé par la dernière bêtise de Bart lors de la journée des pompiers à l'école élémentaire de Springfield, convoque Marge et Homer pour leur expliquer que Bart souffre d'un manque de concentration. Il les menace de le renvoyer, sauf s'ils acceptent de lui faire prendre une toute nouvelle pilule qui le rendrait plus sage. Le traitement le rend alors studieux et plus sage, mais aussi paranoïaque... |    |                                                                                                  |                   |                                                    |                                    |               |                        |
| 229 | 3  | La Critique du lard (Devine qui vient critiquer le dîner) Guess Who's Coming to Criticize Dinner | Nancy Kruse       | Al Jean                                            | 24 octobre 1999 6 septembre 2000   | AABF21        | 6,7                    |
| Le critique gastronomique du Springfield Shopper fait un pot d'adieu auquel Homer s'invite pour manger du gâteau. Voyant la façon dont ce dernier apprécie la nourriture, le rédacteur en chef lui propose de devenir le nouveau critique. Si sa première critique est bonne il est engagé. Lisa l'aidant à la rédiger, le rédacteur la fait paraître et il commence alors à se rendre dans tous les restaurants de la ville et à devenir de plus en plus sévère... |    |                                                                                                  |                   |                                                    |                                    |               |                        |
| 230 | 4  | Simpson Horror Show X (Le Spécial Halloween des Simpson X) Treehouse of Horror X                 | Pete Michels      | Donick Cary, Tim Long et Ron Hauge                 | 31 octobre 1999 29 octobre 2000    | BABF01        | 8,7                    |
| Je sais ce que vous avez fait : Après que Marge a écrasé Ned Flanders en pleine nuit, Homer dépose le corps chez lui, l'air de rien. À son retour de l'enterrement il découvre sur la porte un message écrit en lettres de sang. Le soir un inconnu s'introduit chez les Simpson. Recherche Xena désespérément : Les rayons X utilisés par la police pour inspecter les bonbons d'Halloween des enfants, touchent Bart et Lisa qui développent de supers pouvoirs. Bart devient Élastique Man et Lisa, Tabasse Girl. Ils partent alors à la rescousse de Xena qui a été enlevée par le Collectionneur. La vie est un pépin, et on en meurt : Nous sommes le 31 décembre 1999 et tout le monde s'apprête à célébrer le passage à l'an 2000. À minuit pile, les appareils électroniques subissent le bug annoncé et deviennent fous... |    |                                                                                                  |                   |                                                    |                                    |               |                        |
| 231 | 5  | Une récolte d'enfer (Les Arpents bruns) E-I-E-(Annoyed Grunt)                                    | Bob Anderson      | Ian Maxtone-Graham                                 | 29 octobre 1999 7 septembre 2000   | AABF19        | 8,4                    |
| En sortant du cinéma Homer se rend compte qu'il peut obtenir ce qu'il veut des gens quand il les gifle avec un gant. Ainsi pour ne pas faire la queue au mini-marché, Homer gifle tous les clients. Mais l'un d'eux, un colonel, le provoque en duel. Pour éviter ce duel Homer s'échappe avec sa famille dans la ferme dans laquelle il a grandi. Il tente alors de cultiver des légumes mais rien ne pousse, jusqu'à ce qu'il demande à Lenny de lui envoyer un peu de plutonium... |    |                                                                                                  |                   |                                                    |                                    |               |                        |
| 232 | 6  | Homer perd la boule (En roulant ma boule) Hello Gutter, Hello Fadder                             | Mike B. Anderson  | Al Jean                                            | 14 novembre 1999 8 septembre 2000  | BABF02        | 9,2                    |
| Pour le punir de ses vingt-six heures de retard, M. Burns oblige Homer a mangé des déchets radioactifs. Pour le réconforter Lenny et Carl lui proposent une partie de bowling. Homer parvenant à réaliser un score parfait devient très rapidement le héros de Springfield. Mais la célébrité n'est pas éternelle... |    |                                                                                                  |                   |                                                    |                                    |               |                        |
| 233 | 7  | Huit d'un coup (Dix moutons, neuf moineaux, huit marmots) Eight Misbehavin'                      | Steven Dean Moore | Matt Selman                                        | 21 novembre 1999 11 novembre 2000  | BABF03        | 9,2                    |
| Apu et Manjula annoncent aux Simpson qu'ils veulent avoir un enfant. Après plusieurs tentatives infructueuses, ils sont désespérés. Homer leur vient alors en aide en leur proposant un remède dont il a le secret. Neuf mois plus tard, Manjula met au monde des octuplés. La particularité de cette naissance met le couple Nahasapeemapetilon sur le devant de la scène et ils reçoivent de nombreux cadeaux. Mais quelques jours plus tard une femme accouche de neuf enfants et ils se retrouvent délaissés par les médias. Très vite leur situation parentale devient difficile à gérer... |    |                                                                                                  |                   |                                                    |                                    |               |                        |
| 234 | 8  | Homer et sa bande (Vieux motard que jamais) Take My Wife, Sleaze                                 | Neil Affleck      | John Swartzwelder                                  | 28 novembre 1999 25 octobre 2000   | BABF05        | 8,9                    |
| Homer et Marge remportent une vieille Harley-Davidson lors d'un concours de danse organisé par un restaurant rétro. Homer ne sachant pas la conduire, Bart lui donne des cours. Après son apprentissage Homer ne lâche plus sa moto et décide de créer une bande de motards, les « Satans de l'enfer », avec Lenny, Carl, Moe et Ned... |    |                                                                                                  |                   |                                                    |                                    |               |                        |
| 235 | 9  | Le Jouet qui tue (Le Père Noël est un escroc) Grift of the Magi                                  | Matthew Nastuk    | Tom Martin                                         | 19 décembre 1999 25 décembre 2000  | BABF07        | 7,8                    |
| Bart et Milhouse jouent dans la chambre des parents à se déguiser en femmes. Lorsque Homer pénètre dans les lieux, Bart trébuche et se casse le coccyx. L'école n'ayant pas de rampes d'accès, il est contraint de rester chez lui. Pour pallier ce problème, Gros Tony propose un marché au principal Skinner. Ce marché étant une arnaque, les portes de l'école se voient fermées pour manque de moyens. La société Kid First Industrie rachète alors l'école et remplace les professeurs qui semblent être plus intéressés par les besoins des enfants en jouets que par leur éducation... |    |                                                                                                  |                   |                                                    |                                    |               |                        |
| 236 | 10 | Big Mama Lisa (Bonne Mère malgré tout) Little Big Mom                                            | Mark Kirkland     | Carolyn Omine                                      | 9 janvier 2000 13 septembre 2000   | BABF04        | 10,0                   |
| Bart, Homer et Lisa surprennent Marge en train de se débarrasser de vieux objets trouvés dans le grenier. Homer découvre alors une paire de ski et décide d'emmener sur-le-champ sa famille à la montagne. Marge ayant trop peur, préfère rester à l'hôtel où elle se sent en sécurité. Mais une horloge lui tombe sur la jambe et l'oblige à rester immobilisée sur son lit d'hôpital. Pendant ce temps Lisa la remplace à la maison et son frère et son père lui mènent la vie dure... |    |                                                                                                  |                   |                                                    |                                    |               |                        |
| 237 | 11 | Il était une « foi » (Si la vie éternelle vous intéresse) Faith Off                              | Nancy Kruse       | Frank Mula                                         | 16 janvier 2000 14 septembre 2000  | BABF06        | 10,4                   |
| Lors d'une fête des anciens élèves de son université, Homer se retrouve avec un seau sur la tête. Le docteur Hibbert n'arrive pas à le retirer. Homer décide tout de même de prendre sa voiture et forcément provoque un accident près d'une réunion tenue par un prédicateur. Ce dernier tente de sauver Homer mais rien n'y fait. Par contre il sent que Bart a des pouvoirs et lui demande d'essayer. C'est un succès : le seau est enlevé très rapidement. Le prédicateur conseille alors à Bart de continuer à faire le bien autour de lui... |    |                                                                                                  |                   |                                                    |                                    |               |                        |
| 238 | 12 | La Grande Vie (Les Simpson déménagent) The Mansion Family                                        | Michael Polcino   | John Swartzwelder                                  | 23 janvier 2000 26 octobre 2000    | BABF08        | 11,3                   |
| Kent Brockman présente la cérémonie des prix d'honneur des Springfield au cours de laquelle Britney Spears remet le prix du plus vieil habitant à Cornelius Chapman. Quand elle l'embrasse pour le féliciter il fait une crise cardiaque et M. Burns reçoit son prix à la place. Comprenant alors qu'il n'est plus tout jeune, il décide de partir faire un bilan de santé. Il demande aux Simpson de garder son manoir pendant son absence. La famille profite alors de ce mode de vie riche. Lorsque Moe refuse une bière à Homer à cause de la loi, il organise une grande fête dans les eaux internationales à bord du bateau de son patron... |    |                                                                                                  |                   |                                                    |                                    |               |                        |
| 239 | 13 | Courses épiques (La Soirée du Jockey) Saddlesore Galactica                                       | Lance Kramer      | Tim Long                                           | 6 février 2000 9 octobre 2000      | BABF09        | 9,6                    |
| Les élèves de la classe de musique de Lisa sont sélectionnés pour participer au concours des fanfares scolaires de la foire régionale. Malgré un choix de musique original, la fanfare de Springfield perd. Pendant ce temps Homer et Marge se promènent dans la foire et assistent au plongeon d'un cheval dans une piscine. Scandalisé le chef Wiggum s'apprête à arrêter le propriétaire du cheval, mais ce dernier s'enfuit et le cheval, Duncan, est abandonné. Les Simpson décident alors de le recueillir. Constatant qu'il coûte cher à entretenir, Homer tente d'en faire un cheval de course... |    |                                                                                                  |                   |                                                    |                                    |               |                        |
| 240 | 14 | Adieu Maude (Vivre à un) Alone Again, Natura-Diddly                                              | Jim Reardon       | Ian Maxtone-Graham                                 | 13 février 2000 10 octobre 2000    | BABF10        | 10,8                   |
| Les Simpson et les Flanders assistent à une course automobile. Alors qu'elle venait d'acheter des hot-dogs, Maude Flanders reçoit un t-shirt lancé par un canon. Elle tombe des gradins et meurt sur le coup. En bons voisins, Homer et son fils, tentent de changer les idées de Ned comme ils peuvent. Ils réalisent même une vidéo qu'ils envoient à un site de rencontre pour l'aider à trouver une nouvelle femme... |    |                                                                                                  |                   |                                                    |                                    |               |                        |
| 241 | 15 | Missionnaire impossible Missionary : Impossible                                                  | Steven Dean Moore | Ron Hauge                                          | 20 février 2000 11 octobre 2000    | BABF11        | 9,8                    |
| La toute nouvelle série télévisée anglaise d'Homer s'arrête brutalement pour un spot publicitaire annonçant que la chaîne a besoin d'argent et appelant les téléspectateurs à faire un don. Impatient que la série ne reprenne, Homer appelle la chaîne et promet un don de dix mille dollars. Se rendant compte plus tard qu'il n'a pas la somme, les dirigeants de la chaîne n'apprécient pas la blague et lancent les personnages des séries à la poursuite d'Homer afin de lui faire la peau. Ce dernier se fait aider par le révérend Lovejoy qui l'envoie en mission pastorale en Micronésie. Homer apprend très vite à connaître les indigènes et à s'adapter à sa nouvelle vie... |    |                                                                                                  |                   |                                                    |                                    |               |                        |
| 242 | 16 | Bière qui coule amasse mousse (Pygmoelion) Pygmoelion                                            | Mark Kirkland     | Larry Doyle                                        | 27 février 2000 12 octobre 2000    | BABF12        | 9,4                    |
| Les Simpson se précipitent à la fête de la bière Duff. Tout le monde en profite sauf Marge qui conduit et donc ne boit pas. Là-bas Moe remporte le concours du meilleur barman, ce qui lui donne le droit de poser pour le calendrier annuel de la bière. Lorsque, quelques jours plus tard, il voit que sa photo a été recouverte d'autocollants, il en conclut qu'il est moche. Lenny lui conseille de faire de la chirurgie esthétique, ce qu'il fait immédiatement. Après son opération, il se rend compte que sa vie sentimentale ne va plus être la même... |    |                                                                                                  |                   |                                                    |                                    |               |                        |
| 243 | 17 | Les Simpson dans 30 ans (Les Enfants de l'avenir) Bart to the Future                             | Michael Marcantel | Dan Greaney                                        | 19 mars 2000 24 octobre 2000       | BABF13        | 8,8                    |
| Bart se fait passer pour Gabbo afin d'entrer dans un casino indien. Se faisant repérer, il est arrêté et envoyé dans le bureau du directeur. Ce dernier lui propose de voir son avenir dans trente ans. Bart vit avec Ralph avec lequel il forme un groupe de musique. Lisa est la présidente des États-Unis. Renvoyé de son squat, Bart va traîner à la Maison-Blanche pendant qu'Homer tente de trouver l'or de Lincoln... |    |                                                                                                  |                   |                                                    |                                    |               |                        |
| 244 | 18 | Sobre Barney « Alcooliques Non Anonymes » (Arrête de boire) Days of Wine and D'oh'ses            | Neil Affleck      | Deb Lacusta et Dan Castellaneta                    | 9 avril 2000 13 octobre 2000       | BABF14        | 8,3                    |
| Lors de leur « soirée des ordures », Bart et Homer trouve une statue hawaïenne qu'ils s'amusent à transformer en divinité. Après avoir mis le feu dans le jardin, Homer court se réfugier chez Moe. Là-bas, Barney est triste que personne n'ait pensé à son anniversaire. En fait, il ne s'en souvient pas à cause de l'alcool, mais il l'a fêté la veille chez les Simpson. Honteux il décide de ne plus jamais boire. Pour l'aider, Homer l'emmène aux réunions des alcooliques anonymes. Pendant que Barney profite de sa sobriété pour commencer les cours de pilotage d'hélicoptère que Moe lui a offerts, Bart et Lisa ressortent un vieil appareil photo afin de participer au concours de la meilleure photo... |    |                                                                                                  |                   |                                                    |                                    |               |                        |
| 245 | 19 | Folie homérique (Prend l'alligator et tire-toi) Kill the Alligator and Run                       | Jen Kamerman      | John Swartzwelder                                  | 30 avril 2000 8 novembre 2000      | BABF16        | 7,5                    |
| En faisant un test qu'il a reçu par la poste, Homer apprend qu'il ne vivra pas au-delà de quarante-deux ans. Effrayé, il n'en dort plus et devient paranoïaque. Le psychiatre de la centrale lui conseille de prendre des vacances. Les Simpson partent alors pour la Floride. Ils n'avaient pas prévu qu'ils arriveraient pendant les vacances de printemps. Homer oublie vite sa dépression et part s'amuser avec les jeunes. Même lorsque Marge l'attache à son lit, il arrive à se débrouiller pour assister à un concert. Perturbant le concert, un policier le ramène à son hôtel. Le lendemain, le calme de la ville est revenu... |    |                                                                                                  |                   |                                                    |                                    |               |                        |
| 246 | 20 | Tais-toi et danse ! (Le Dernier Continental à Springfield) Last Tap Dance in Springfield         | Nancy Kruse       | Julie Thacker                                      | 7 mai 2000 9 novembre 2000         | BABF15        | 7,3                    |
| Pour résoudre ses problèmes oculaires, Homer préfère recourir à la chirurgie laser que de porter des lunettes. Pendant ce temps, Lisa n'a qu'une seule envie : apprendre à danser. Sa mère l'inscrit à l'école de Vicky Valentine. Cette dernière l'oblige à faire des claquettes. Désespérée, elle persévère pour ne pas décevoir ses parents. En même temps Bart et Milhouse partent faire du camping avec leur classe, mais Nelson les menace et ils décident de quitter le bus en chemin et de traîner dans le centre commercial... |    |                                                                                                  |                   |                                                    |                                    |               |                        |
| 247 | 21 | Marge Folies (Une Marge folle folle folle) It's a Mad, Mad, Mad, Mad Marge                       | Steven Dean Moore | Larry Doyle                                        | 14 mai 2000 10 novembre 2000       | BABF18        | 7,5                    |
| Le principal Skinner donne aux élèves un caméscope pour qu'ils réalisent leur propre film. Sur le chemin du retour de l'école, Otto demande à sa petite-amie Becky de l'épouser. Bart leur propose de célébrer leur mariage chez lui. Marge organise toute la réception. Lorsque Becky apprend qu'Otto a fait venir un groupe de heavy metal, elle annule le mariage ! La voyant triste, les Simpson lui proposent de l'accueillir chez eux. Ravie, Becky s'investit rapidement dans la vie des Simpson... un peu trop... |    |                                                                                                  |                   |                                                    |                                    |               |                        |
| 248 | 22 | Derrière les rires (Biographies : Les Simpson) Behind the Laughter                               | Mark Kirkland     | Tim Long, George Meyer, Mike Scully et Matt Selman | 21 mai 2000 27 août 2001           | BABF19        | 8,3                    |
| Les personnages des Simpson sont le sujet de l'émission Derrière les rires. Le reportage raconte que l'histoire de cette famille commence lorsque Marge et Homer décident d'avoir des enfants. Homer prend alors la décision de tourner quelques images de sa propre famille et de les emmener à Hollywood et plus particulièrement au président de la Fox, qui commande treize épisodes. Dès le début de la diffusion, les Simpson sont un véritable succès et deviennent sur-médiatisés. Tout va bien pour eux : ils sont riches et ils remportent de nombreux prix. Jusqu'au jour où un anonyme les dénonce au fisc... |    |                                                                                                  |                   |                                                    |                                    |               |                        |

## Invités

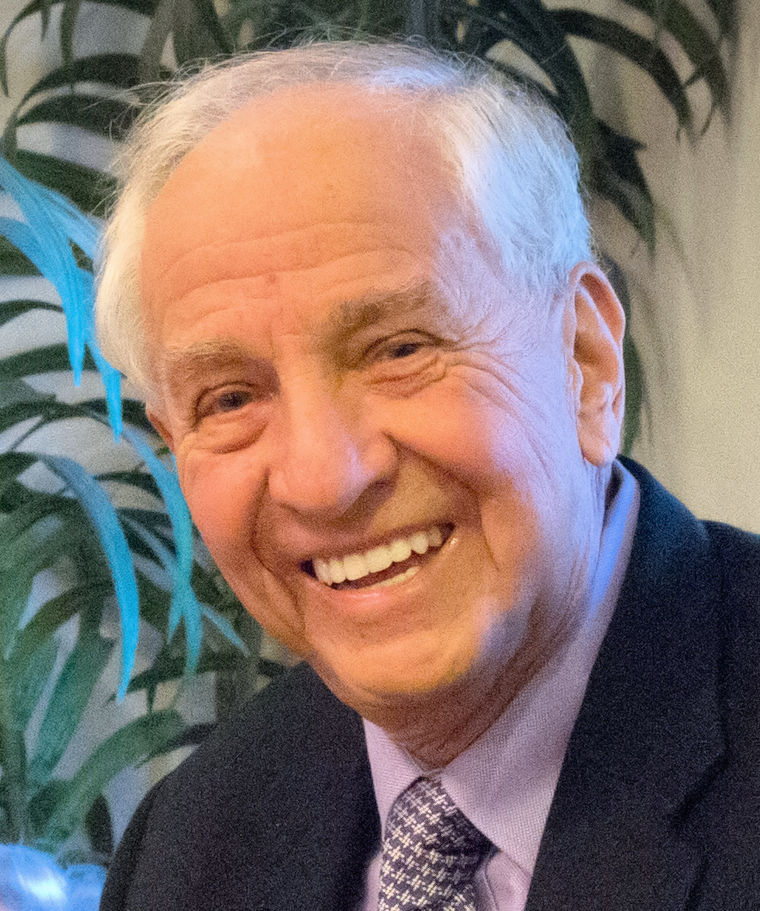
Garry Marshall tient le rôle de Larry Kidkill, le propriétaire du zoo de Springfield, dans l'épisode Huit d'un coup.

La série Les Simpson fait souvent appel à des guest stars afin qu'elles prêtent leur voix à un personnage ou qu'elles interprètent leur propre rôle. Vingt-et-une célébrités font partie du casting de cette onzième saison. Dans le premier épisode, Mel Gibson les cloches, Mel Gibson interprète son propre rôle et le scénariste et acteur américain, notamment connu pour son travail sur Le Muppet Show, Jack Burns, tient le rôle du producteur de cinéma Edward Christian. Dans la version française, le doubleur de Mel Gibson, Jacques Frantz, qu'il avait déjà doublé entre autres dans Mad Max 3 ou Braveheart, prête sa voix à ce dernier. Dans l'épisode suivant, La Pilule qui rend sage, le joueur de baseball Mark McGwire, tient son propre rôle. Le troisième épisode, La Critique du lard, marque la participation d'Edward Asner dans le rôle de l'éditeur du journal. L'épisode spécial Halloween de la saison, permet à Tom Arnold, Dick Clark et Lucy Lawless de jouer leur propre rôle. Dans la partie Je sais ce que vous avez fait du même épisode, Frank Welker, connu pour avoir prêté sa voix à de nombreux personnages animalesques, donne voix à Ned Flanders lorsqu'il est transformé en loup-garou. Il tient également le rôle du cougar dans l'épisode Tais-toi et danse !. Le groupe américain de new wave The B-52's est invité à interpréter une de leurs chansons dans l'épisode Une récolte d'enfer. Lors de l'épisode Homer perd la boule, le duo d'illusionnistes Penn et Teller et les acteurs Ron Howard, Pat O'Brien et Nancy O'Dell, donnent voix à leurs propres personnages.

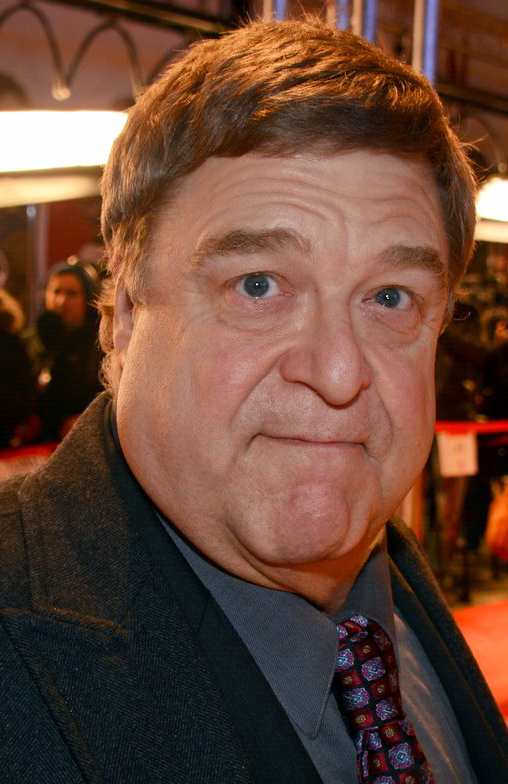
John Goodman prête sa voix à Mephisto le leader des Satans de l'enfer de Bakersfield, une bande de motards, dans l'épisode Homer et sa bande.

Les épisodes Huit d'un coup et Homer et sa bande sont marqués par le retour de Manjula Nahasapeemapetilon et donc de sa doubleuse, Jan Hooks. Dans le premier de ces épisodes on peut également entendre Garry Marshall dans le rôle de Larry Kidkill, le propriétaire du zoo de Springfield, et Butch Patrick se donner voix à lui-même. Lorsque Homer crée sa bande de motards dans Homer et sa bande, le chef de la bande concurrente, Mephisto, est doublé par John Goodman, Henry Winkler et Jay North jouent leurs propres rôles et le groupe de rock NRBQ interprète la chanson Mayonnaise and Marmalade lorsque Bart apprend à faire de la moto. L'épisode Un jouet qui tue est narré par le saxophoniste Clarence Clemons, le directeur des industries Kid First, Jim Hope est joué par Tim Robbins et Gary Coleman donne voix à son propre personnage. La voix du docteur virtuel dans Big Mama Lisa est celle d'Elwood Edwards, acteur de doublage américain particulièrement connu pour les voix qu'il faisait sur Internet, notamment pour AOL. Le Frère La Foi qui croit en Bart dans l'épisode Il était une « foi », est doublé par Don Cheadle. Dans La Grande Vie, Kent Brockman présente la cérémonie des prix d'honneurs de Springfield en compagnie de la chanteuse Britney Spears, doublée par elle-même.

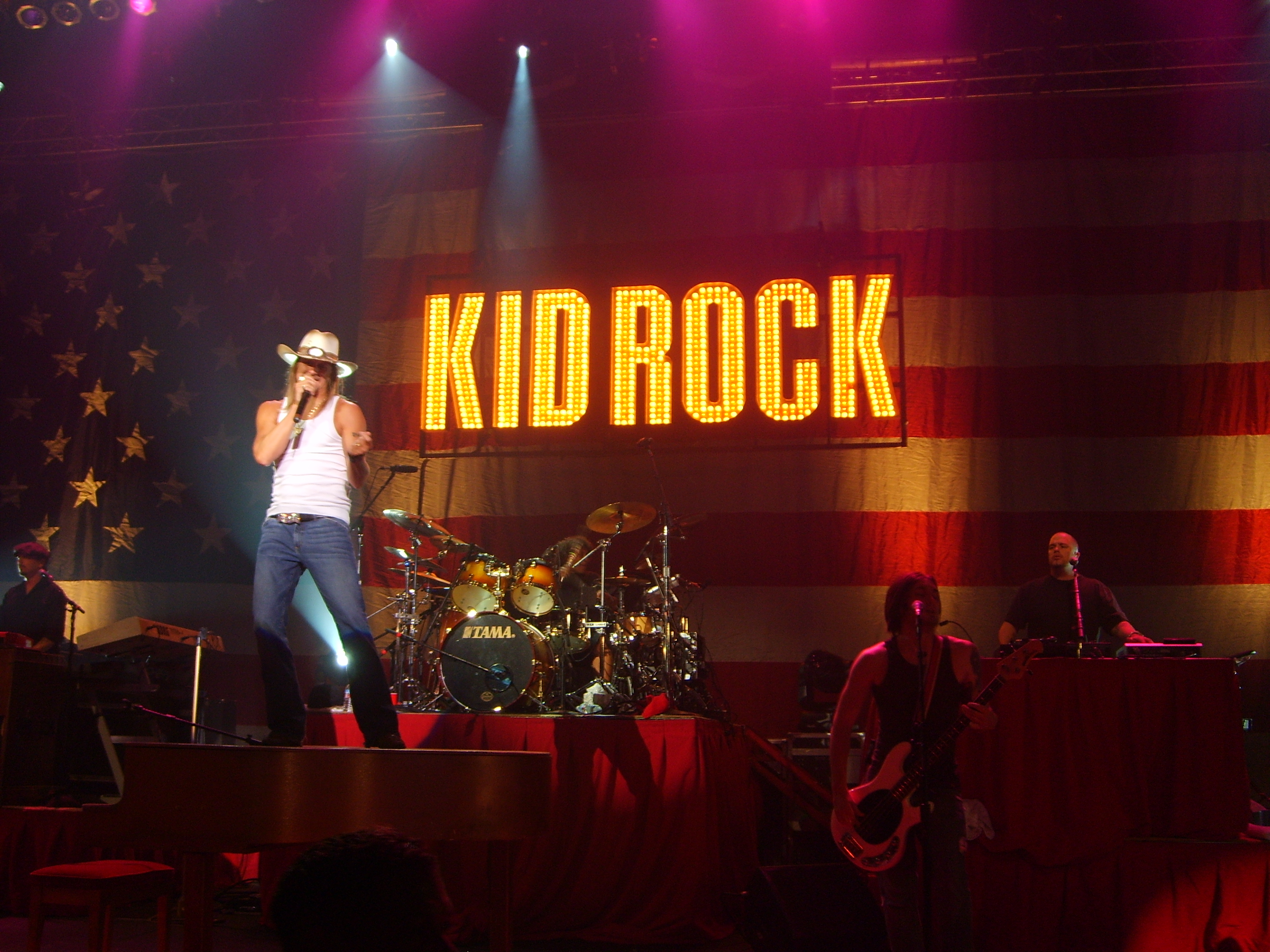
Kid Rock donne un concert en compagnie de Joe C. dans l'épisode Folie homérique.

Dans l'épisode Courses épiques les chansons de la fête Takin' Care of Business et You Ain't Seen Nothin' Yet sont interprétées par le groupe de rock canadien Bachman-Turner Overdrive, le comédien de doublage spécialisé dans les cartoons, Jim Cummings donne sa voix au cheval Duncan et le commentateur sportif Trevor Denman tient son propre rôle. La chanteuse de musique folk Shawn Colvin, double le leader du groupe de rock chrétien, Rachel Jordan, dans Adieu Maude. L'actrice Betty White tient son propre rôle en train d'inciter les téléspectateurs de la chaîne PBS à faire des dons, dans l'épisode Missionnaire impossible. L'épisode Folie homérique fait appel à de nombreuses célébrités, à commencer par l'acteur américain Diedrich Bader qui donne voix au shérif qui vient calmer les rappeurs Kid Rock et Joe C., pendant que Charlie Rose interviewe le producteur de Love Story et du Parrain, Robert Evans. L'actrice américaine de films indépendants, Parker Posey, tient le rôle de Becky, la petite-amie d'Otto dans l'épisode Marge Folies. Enfin le dernier épisode, Derrière les rires, fait appel au journaliste Jim Forbes dans le rôle du narrateur et à l'acteur et chanteur Willie Nelson dans son propre rôle en train de réconcilier la famille Simpson et tenter de réconcilier Eddie Van Halen et Sammy Hagar.

## Sortie VHS et DVD
Depuis la cinquième saison, les saisons des Simpson ne sortent plus en coffret VHS. Malgré cela, quelques épisodes paraissent dans des cassettes de compilations. Ainsi, l'épisode La Critique du lard est présent dans la compilation Les Aventuriers du frigo perdu sortie en mai 2000. La cassette La Flemme olympique, sortie la même année, contient l'épisode Il était une « foi ». En janvier de l'année suivante, l'épisode Simpson Horror Show X peut être trouvé dans Les Simpson.com. Enfin, Film Festival sort en mars 2002 et contient l'épisode Mel Gibson les cloches.
La onzième saison est commercialisée par la 20th Century Studios Home Entertainment aux États-Unis et au Canada le 7 octobre 2008. En plus de chaque épisode de la saison, le coffret contient des bonus, des animatiques, des scènes coupées, des commentaires audio pour chaque épisode, et bien plus encore. Comme pour les saisons précédentes le coffret sort en deux formats différents, le format rectangulaire habituel et une « édition collector limité » dont la forme reprend, cette année, celle de la tête de Krusty.
| L'intégrale de la saison 11 | | | | |
| Détails | Détails | Détails | Détails | Caractéristiques |
| - 22 épisodes - 4 disques - Aspect ratio 1.33:1 - Langues : - Anglais (Dolby Digital 5.1, avec sous-titres) - Français (Dolby Digital, avec sous-titres) - Espagnol (Dolby Digital, avec sous-titres) | - 22 épisodes - 4 disques - Aspect ratio 1.33:1 - Langues : - Anglais (Dolby Digital 5.1, avec sous-titres) - Français (Dolby Digital, avec sous-titres) - Espagnol (Dolby Digital, avec sous-titres) | - 22 épisodes - 4 disques - Aspect ratio 1.33:1 - Langues : - Anglais (Dolby Digital 5.1, avec sous-titres) - Français (Dolby Digital, avec sous-titres) - Espagnol (Dolby Digital, avec sous-titres) | - 22 épisodes - 4 disques - Aspect ratio 1.33:1 - Langues : - Anglais (Dolby Digital 5.1, avec sous-titres) - Français (Dolby Digital, avec sous-titres) - Espagnol (Dolby Digital, avec sous-titres) | - Un mot de Matt Groening - Commentaires audio pour chaque épisode - Scènes coupées avec ou sans commentaires - Mel Gibson les cloches - La Pilule qui rend sage - La Critique du lard - Simpson Horror Show X - Homer perd la boule - Huit d'un coup - Homer et sa bande - Un jouet qui tue - Big Mama Lisa - Il était une « foi » - La Grande Vie - Courses épiques - Adieu Maude - Missionnaire impossible - Bière qui coule amasse mousse - Les Simpson dans 30 ans - Sobre Barney « Alcooliques Non Anonymes » - Folie homérique - Tais-toi et danse ! - Marge Folies - Option linguistique - Mel Gibson les cloches - Portugais - Tchèque - Allemand - Italien - Les nombreux visages de Krusty - Une star sur Hollywood Boulevard - Et puis il y eut des menus - Galerie de croquis - Déroulé de l'animation de l'épisode Mel Gibson les cloches et de La Grande Vie |
| Dates de sorties | | | | - Un mot de Matt Groening - Commentaires audio pour chaque épisode - Scènes coupées avec ou sans commentaires - Mel Gibson les cloches - La Pilule qui rend sage - La Critique du lard - Simpson Horror Show X - Homer perd la boule - Huit d'un coup - Homer et sa bande - Un jouet qui tue - Big Mama Lisa - Il était une « foi » - La Grande Vie - Courses épiques - Adieu Maude - Missionnaire impossible - Bière qui coule amasse mousse - Les Simpson dans 30 ans - Sobre Barney « Alcooliques Non Anonymes » - Folie homérique - Tais-toi et danse ! - Marge Folies - Option linguistique - Mel Gibson les cloches - Portugais - Tchèque - Allemand - Italien - Les nombreux visages de Krusty - Une star sur Hollywood Boulevard - Et puis il y eut des menus - Galerie de croquis - Déroulé de l'animation de l'épisode Mel Gibson les cloches et de La Grande Vie |
| Région 1 | Région 2 | Région 4 | | - Un mot de Matt Groening - Commentaires audio pour chaque épisode - Scènes coupées avec ou sans commentaires - Mel Gibson les cloches - La Pilule qui rend sage - La Critique du lard - Simpson Horror Show X - Homer perd la boule - Huit d'un coup - Homer et sa bande - Un jouet qui tue - Big Mama Lisa - Il était une « foi » - La Grande Vie - Courses épiques - Adieu Maude - Missionnaire impossible - Bière qui coule amasse mousse - Les Simpson dans 30 ans - Sobre Barney « Alcooliques Non Anonymes » - Folie homérique - Tais-toi et danse ! - Marge Folies - Option linguistique - Mel Gibson les cloches - Portugais - Tchèque - Allemand - Italien - Les nombreux visages de Krusty - Une star sur Hollywood Boulevard - Et puis il y eut des menus - Galerie de croquis - Déroulé de l'animation de l'épisode Mel Gibson les cloches et de La Grande Vie |
| 7 octobre 2008 | 6 octobre 2008 | 6 novembre 2008 | | - Un mot de Matt Groening - Commentaires audio pour chaque épisode - Scènes coupées avec ou sans commentaires - Mel Gibson les cloches - La Pilule qui rend sage - La Critique du lard - Simpson Horror Show X - Homer perd la boule - Huit d'un coup - Homer et sa bande - Un jouet qui tue - Big Mama Lisa - Il était une « foi » - La Grande Vie - Courses épiques - Adieu Maude - Missionnaire impossible - Bière qui coule amasse mousse - Les Simpson dans 30 ans - Sobre Barney « Alcooliques Non Anonymes » - Folie homérique - Tais-toi et danse ! - Marge Folies - Option linguistique - Mel Gibson les cloches - Portugais - Tchèque - Allemand - Italien - Les nombreux visages de Krusty - Une star sur Hollywood Boulevard - Et puis il y eut des menus - Galerie de croquis - Déroulé de l'animation de l'épisode Mel Gibson les cloches et de La Grande Vie |